# 에레디비시
에레디비시(네덜란드어: Eredivisie, 명예의 리그)는 네덜란드의 1부 축구 리그이다. 에레디비지에 등으로도 불리지만 외래어 표기법에 의한 정확한 표기는 에레디비시이다. 네덜란드의 축구 리그는 1897년에 시작되었다. 하지만, 1956년이 되어서야 네덜란드 에레디비시 리그란 이름의 통합 리그로 출범하였다. 스폰서에 따라 리그 이름이 자주 바뀌었다가 현재의 이름으로 자리매김하였다.
에레디비시는 18개 클럽으로 구성된다. 각 클럽은 매 시즌마다 한 클럽당 두 번의 경기를 홈과 원정에서 각각 한 번씩 치른다. 시즌이 종료된 후 최하위팀은 자동으로 에이르스터 디비시(네덜란드 2부 리그)로 강등되고 에이르스터 디비시 우승 팀은 자동으로 에레디비시로 승격한다. 그리고 16위, 17위 팀들은 승격 및 강등 플레이오프를 펼치게 된다. 이 플레이오프는 두 개 조로 나뉘어 진행되는데 각 조마다 에레디비시 클럽 1팀과 에이르스터 디비시 3팀으로 구성된다. 플레이오프 역시 홈 앤 원정 방식으로 진행되는데, 각 조의 1위팀이 다음 시즌에 에레디비시에 참가하게 되고, 나머지 팀들은 에이르스터 디비시로 가게 된다.
AFC 아약스가 리그 최다 우승 팀으로 36회 우승을 하였고, PSV 에인트호번이 26회, 페예노르트가 15회 우승을 하였다. 1965-66시즌부터 현재까지 앞에서 언급한 세 팀을 제외하곤 AZ가 두 번 (1980-81, 2008-09), FC 트벤터가 한 번 (2009-10) 우승을 하였다. 대한민국 선수로는 허정무, 노정윤, 석현준, 박지성, 이영표, 이천수, 송종국, 김남일 등이 에레디비시에서 뛰었다.

## 참가팀
| 축구팀            | 연고지     | 경기장                     | 수용규모 |
| ----------------- | ---------- | -------------------------- | -------- |
| 아약스            | 암스테르담 | 요한 크루이프 아레나       | 54,033   |
| 알메이러 시티     | 알메이러   | 얀마르 스타디온            | 4,501    |
| AZ                | 알크마르   | AFAS 스타디온              | 17,023   |
| 페예노르트        | 로테르담   | 스타디온 페예노르트        | 51,177   |
| 포르튀나          | 시타르트   | 포르튀나 시타르트 스타디온 | 10,300   |
| 고 어헤드 이글스  | 데벤터     | 더 아덜라르스호르스트      | 10,000   |
| 흐로닝언          | 흐로닝언   | 외로보르흐                 | 22,550   |
| 헤이런베인        | 헤이렌베인 | 아버 렌스트라 스타디온     | 26,100   |
| 헤라클레스 알멜로 | 알멜로     | 에르버 아시토              | 12.080   |
| NAC 브레다        | 브레다     | 랏 페를레흐 스타디온       | 19,000   |
| NEC 네이메헌      | 네이메헌   | 고퍼르트스타디온           | 12,500   |
| PEC 즈볼러        | 즈볼러     | 맥드리파르크 스타디온      | 14,000   |
| PSV               | 에인트호번 | 필립스 스타디온            | 36,500   |
| RKC               | 발베이크   | 만더마커스 스타디온        | 7,500    |
| 스파르타          | 로테르담   | 헷 카스테일                | 11,000   |
| 트벤터            | 엔스헤데   | 더 흐롤스 페스터           | 30,205   |
| 위트레흐트        | 위트레흐트 | 스타디온 할헨바르트        | 23,750   |
| 빌럼 II           | 틸뷔르흐   | 빌럼 2세 국왕 스타디온     | 14,700   |

## 역대 우승팀
| 구단명 | 총 우승 횟수 | 리그 우승 횟수 |
| --- | ------------ | -------------- |
| AFC 아약스 | 35           | 26             |
| PSV 에인트호번 | 22           | 18             |
| 페예노르트 로테르담 | 16           | 12             |
| HVV | 10           | 0              |
| 스파르타 로테르담 | 6            | 1              |
| RAP 암스테르담 | 5            | 0              |
| 고 어헤드 이글스 | 4            | 0              |
| 크라옌하우트, HFC, 빌렘 II | 3            | 0              |
| AZ 알크마르 | 2            | 2              |
| ADO, 헤라클레스, RCH | 2            | 0              |
| 도스, DWS, 트벤터 | 1            | 1              |
| 퀵 1888, 덴보스, 드 볼레비커스, FC 에인트호번, 하를럼, 륌뷔르지아, NAC 브레다, 퀵 덴 헤이그, 로다 JC, SVV, VV 콘코르디아, SC 엔스헤데 | 1            | 0              |

## 플레이오프 시스템

#### 2005-06 ~ 2007-08
2005-06시즌부터 에레디비시 우승 팀은 자동으로 다음 시즌의 UEFA 챔피언스리그에 출전하게 된다. 네덜란드 왕립 축구 협회에서는 플레이오프를 통해 최종 순위를 결정하고 있다. 우선 리그 경기를 통해 결정된 순위로 2위 팀과 5위 팀, 3위 팀과 4위 팀 간에 플레이오프를 하여 각각의 승리팀이 다시 한번 경기를 하게 된다. 그리하여 최종적으로 승리한 팀이 2위 팀 자격으로 챔피언스리그 예선전에 참가하게 되고, 나머지 세 팀은 UEFA 유로파리그에 나가게 된다.
또한 6위부터 9위까지의 팀들 역시 6위 팀과 9위 팀, 7위 팀과 8위 팀 간에 경기를 하여 승리팀이 다시 경기를 펼쳐 최종 승리팀에게 UEFA 인터토토컵 출전권이 주어지게 된다.
그러나 이 플레이오프 시스템은 클럽과 선수, 팬들에게 경기수를 너무 증가시킨다고 비난을 받았었다. 또한 리그 준우승 팀이 챔피언스리그에 나가지 못하고 UEFA컵에 나가게 된다는 불리한 점도 있고, 하위팀에게도 챔피언스리그의 출전이 가능하다는 의견이 있다.

#### 2008-09 ~ 2016-17
2008-09시즌부터 새로운 플레이오프 제도가 도입되었다.
| 최종 순위 | 플레이오프            | 다음 시즌                                                         |
| --------- | --------------------- | ----------------------------------------------------------------- |
| 1         | 없음                  | 챔피언스리그 1회전                                                |
| 2         | 없음                  | 챔피언스리그 예선 2회전                                           |
| 3         | 없음                  | 유로파리그 예선 4회전                                             |
| 4         | 없음                  | 유로파리그 예선 3회전                                             |
| 5         | 유로파리그 플레이오프 | 5 - 8 경기, 6 - 7 경기의 승자 간의 승리팀 : 유로파리그 예선 2회전 |
| 6         | 유로파리그 플레이오프 | 5 - 8 경기, 6 - 7 경기의 승자 간의 승리팀 : 유로파리그 예선 2회전 |
| 7         | 유로파리그 플레이오프 | 5 - 8 경기, 6 - 7 경기의 승자 간의 승리팀 : 유로파리그 예선 2회전 |
| 8         | 유로파리그 플레이오프 | 5 - 8 경기, 6 - 7 경기의 승자 간의 승리팀 : 유로파리그 예선 2회전 |

| 컵대회    | 다음 시즌                                                       |
| --------- | --------------------------------------------------------------- |
| 우승 팀   | 유로파리그 예선 4회전                                           |
| 준우승 팀 | 유로파리그 예선 4회전 만약 컵 대회 우승 팀이 리그 1~4위 일 경우 |

#### 2017-18 ~ 2020-21
에레디비시가 유럽 리그 랭킹 13위로 하락하고, 유럽 클럽 대회 방식이 2018-19 시즌부터 변경되어서, 에레디비시 소속 클럽팀 중 아무도 UEFA 챔피언스리그나 UEFA 유로파리그의 본선에 직행하지 못하게 된다. 모든 네덜란드 리그 팀들은 반드시 유럽 클럽 대회의 예선부터 시작하여야 한다. 2018-19 시즌 UEFA 챔피언스리그에서 아약스 암스테르담이 준결승전까지 진출하는 큰 선전을 하여서 UEFA 국가리그 랭킹과 클럽랭킹(아약스)을 대폭 상승시켜서, 에레디비시가 2020-21 시즌에 유럽 11위 국가 리그로 상승하게 될 것이고 차기시즌인 2019-20 시즌 에레디비시 우승팀은 UEFA 챔피언스리그 플레이오프 참가권을 배당받게 된다. 경우에 따라 UEFA 챔피언스리그 2019-20 시즌 우승팀이 자국 리그에서 UEFA 챔피언스리그 본선 조별리그 참가 성적을 기록하면, 에레디비시 2019-20 시즌 우승팀이 UEFA 챔피언스리그 2020-21 시즌 본선 조별리그 직행권을 승계한다.
| 최종 순위 | 플레이오프            | 다음 시즌                                                         |
| --------- | --------------------- | ----------------------------------------------------------------- |
| 1         | 없음                  | 챔피언스리그 예선 3회전 / 플레이오프(2020-21)                     |
| 2         | 없음                  | 챔피언스리그 예선 2회전                                           |
| 3         | 없음                  | 유로파리그 예선 2회전                                             |
| 4         | 유로파리그 플레이오프 | 4 - 7 경기, 5 - 6 경기의 승자 간의 승리팀 : 유로파리그 예선 2회전 |
| 5         | 유로파리그 플레이오프 | 4 - 7 경기, 5 - 6 경기의 승자 간의 승리팀 : 유로파리그 예선 2회전 |
| 6         | 유로파리그 플레이오프 | 4 - 7 경기, 5 - 6 경기의 승자 간의 승리팀 : 유로파리그 예선 2회전 |
| 7         | 유로파리그 플레이오프 | 4 - 7 경기, 5 - 6 경기의 승자 간의 승리팀 : 유로파리그 예선 2회전 |

| 컵대회     | 다음 시즌                                                       |
| ---------- | --------------------------------------------------------------- |
| 우승 팀    | 유로파리그 예선 3회전                                           |
| 리그 4위팀 | 유로파리그 예선 3회전 만약 컵 대회 우승 팀이 리그 1~3위 일 경우 |

## 같이 보기
- 에이르스터 디비시
- KNVB 베커르
- 요한 크라위프 스할